# Renato Mastropietro

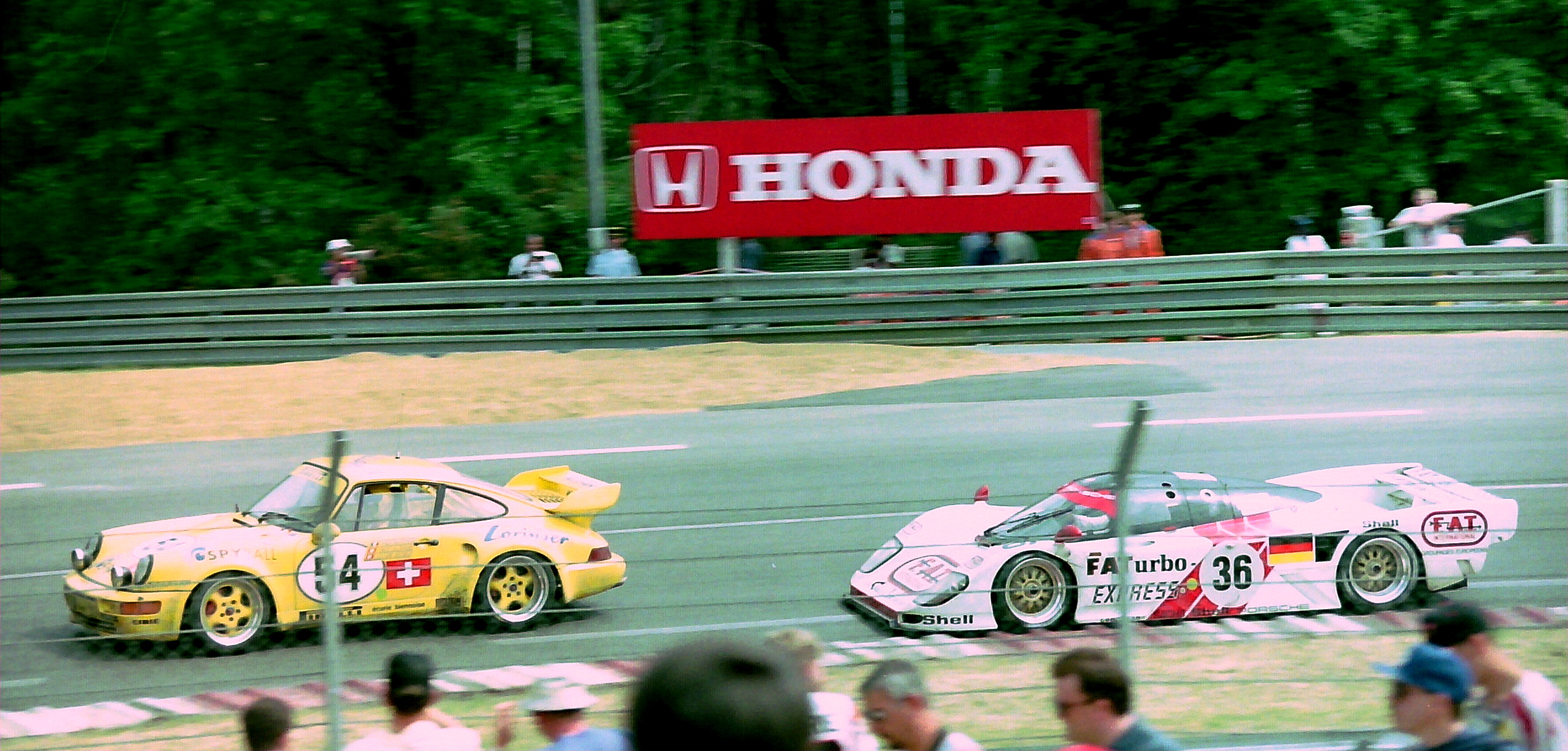
Der Porsche 911 Carrera RSR (links) von Lilian Bryner, Renato Mastropietro und Enzo Calderari beim 24-Stunden-Rennen von Le Mans 1994

Renato Frederico Alfredo Mastropietro (* 29. September 1945 in Mailand) ist ein ehemaliger italienischer Autorennfahrer.

## Karriere
Renato Mastropietro war in den 1990er-Jahren als GT-Pilot aktiv. Er war erfolgreich in der italienischen GT-Meisterschaft am Start und gewann die 1995 die Meisterschaft. Ab Mitte des Jahrzehnts fuhr er in den FIA-GT-Meisterschaft und war 1994 sowohl beim 24-Stunden-Rennen von Le Mans als auch beim 12-Stunden-Rennen von Sebring gemeldet. Beide Rennen beendete er am neunten Rang im Gesamtklassement.

## Statistik

### Le-Mans-Ergebnisse
| Jahr | Team             | Fahrzeug            | Teamkollege    | Teamkollege   | Platzierung | Ausfallgrund |
| ---- | ---------------- | ------------------- | -------------- | ------------- | ----------- | ------------ |
| 1994 | Écurie Biennoise | Porsche 911 Carrera | Enzo Calderari | Lilian Bryner | Rang 9      |              |

### Sebring-Ergebnisse
| Jahr | Team             | Fahrzeug                | Teamkollege    | Teamkollege   | Platzierung | Ausfallgrund |
| ---- | ---------------- | ----------------------- | -------------- | ------------- | ----------- | ------------ |
| 1994 | Ecurie Biennoise | Porsche 911 Carrera RSR | Enzo Calderari | Lilian Bryner | Rang 9      |              |